# Tadinates
Tadinates foram um povo da Úmbria, na península Itálica. Pareciam ser vizinhos dos etruscos e em certas ocasiões estiveram em conflito com outros povos úmbrios.